# Вуйчицький Анатолій Станіславович
Вуйчицький Анатолій Станіславович (19 грудня 1936, Мар'ївка, Магдалинівський район, Дніпропетровська область — 29 жовтня 2020) — аграрний діяч, депутат Верховної Ради СРСР, Герой України.

## Життєпис
Народився 19 грудня 1936 року у селі Мар'ївка Магдалинівського району Дніпропетровської області. Закінчив середню школу й ремісниче училище. У 1954—1956 роках працював слюсарем військового заводу «п/с № 186».
У 1956—1959 роках служив у Збройних силах СРСР. У 1959 році повернувся на завод, а восени того ж року вступив на заочне відділення до Дніпропетровського сільськогосподарського інституту, який закінчив 1964 року. З березня 1960 року перейшов працювати у радгосп «Видвиженець» бригадиром, а пізніше агрономом.
У 1965—1979 роках працював головою колгоспу «Вперед» села Новостепанівка. У 1979—1985 роках був начальником районного управління сільського господарства Новомосковського району. У 1985—2000 роках працював головою колгоспу імені Жданова (з 1991 року — «Дружба») села Багате того ж району.
2000 року колгосп було перетворено на ТОВ «Агрофірма „Дружба“», директором якого знову став Анатолій Вуйчицький.

## Політична діяльність
Депутат районної ради (1975—1977, 2002—2006, 2006—2010). Депутат обласної ради (1998—2002). З березня 1989 по 1991 рік — народний депутат СРСР від Новомосковського територіального виборчого округу № 429 (Дніпропетровська область). Член Комітету Верховної Ради СРСР з аграрних питань і продовольства.

## Нагороди
- Звання Герой України з врученням ордена Держави (28 грудня 2002) — за визначні особисті заслуги перед Українською державою у розвитку сільського господарства, впровадження сучасних форм господарювання[2]
- Відзнака Президента України — ювілейна медаль «20 років незалежності України» (19 серпня 2011) — за значний особистий внесок у соціально-економічний, науково-технічний та культурно-освітній розвиток Української держави, вагомі трудові здобутки та багаторічну сумлінну працю[3]
- Заслужений працівник сільського господарства Української РСР (18 лютого 1991) — за особистий вклад у збільшення виробництва сільськогосподарської продукції та продажу її державі[4]
- Орден Жовтневої революції (1973)
- Орден «Знак Пошани» (1971)
- Почесна відзнака «Знак Пошани» (2005)
- Почесна грамота Кабінету Міністрів України
- Почесна грамота Міністерства аграрної політики України (2008)